# Fomerey
Fomerey est une commune française située dans le département des Vosges, en région Grand Est.

### Localisation

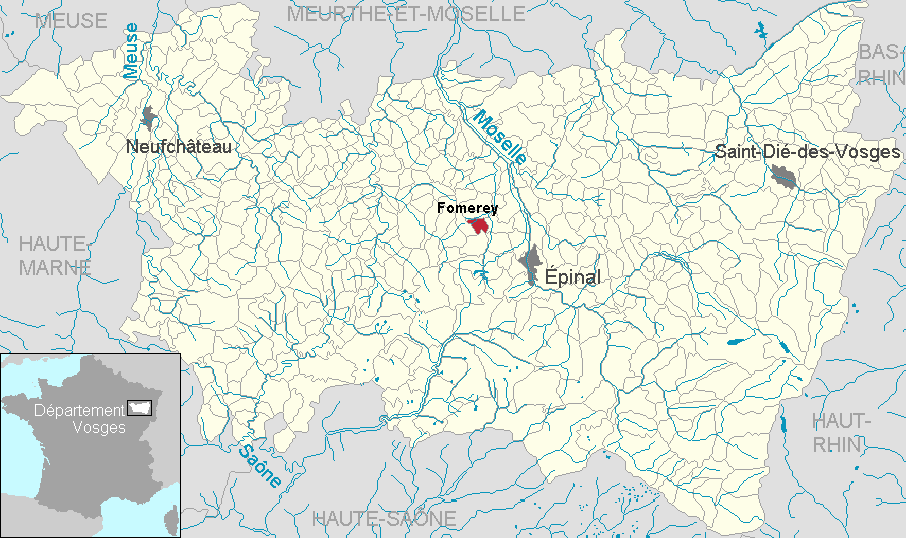
Localisation dans le département.

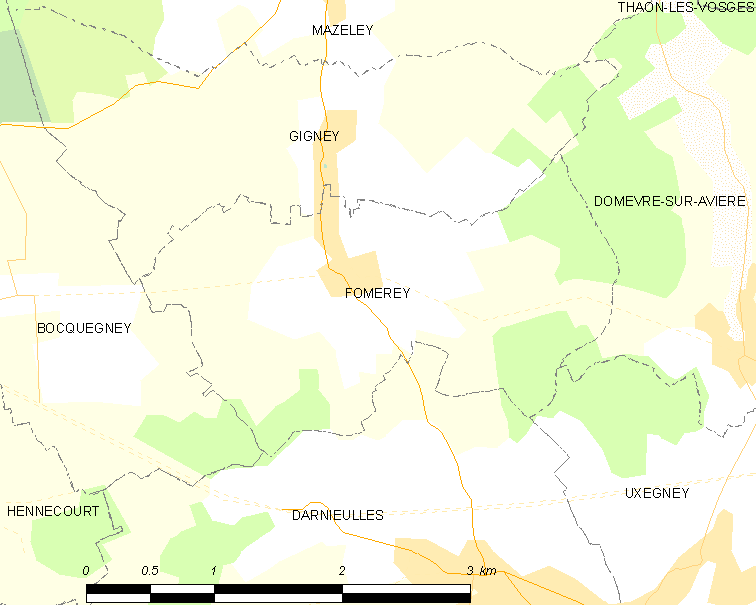
Situation géographique de Fomerey.

## Géographie

### Sismicité
Commune située dans une zone 3 de sismicité modérée.

### Hydrographie et les eaux souterraines
Hydrogéologie et climatologie : Système d’information pour la gestion des eaux souterraines du bassin Rhin-Meuse :
Territoire communal : Occupation du sol (Corinne Land Cover); Cours d'eau (BD Carthage),
Géologie : Carte géologique; Coupes géologiques et techniques,
 Hydrogéologie : Masses d'eau souterraine; BD Lisa; Cartes piézométriques.
La commune est située dans le bassin versant du Rhin au sein du bassin Rhin-Meuse. Elle est drainée par le ruisseau de Corbe et le ruisseau de Jaunay,.

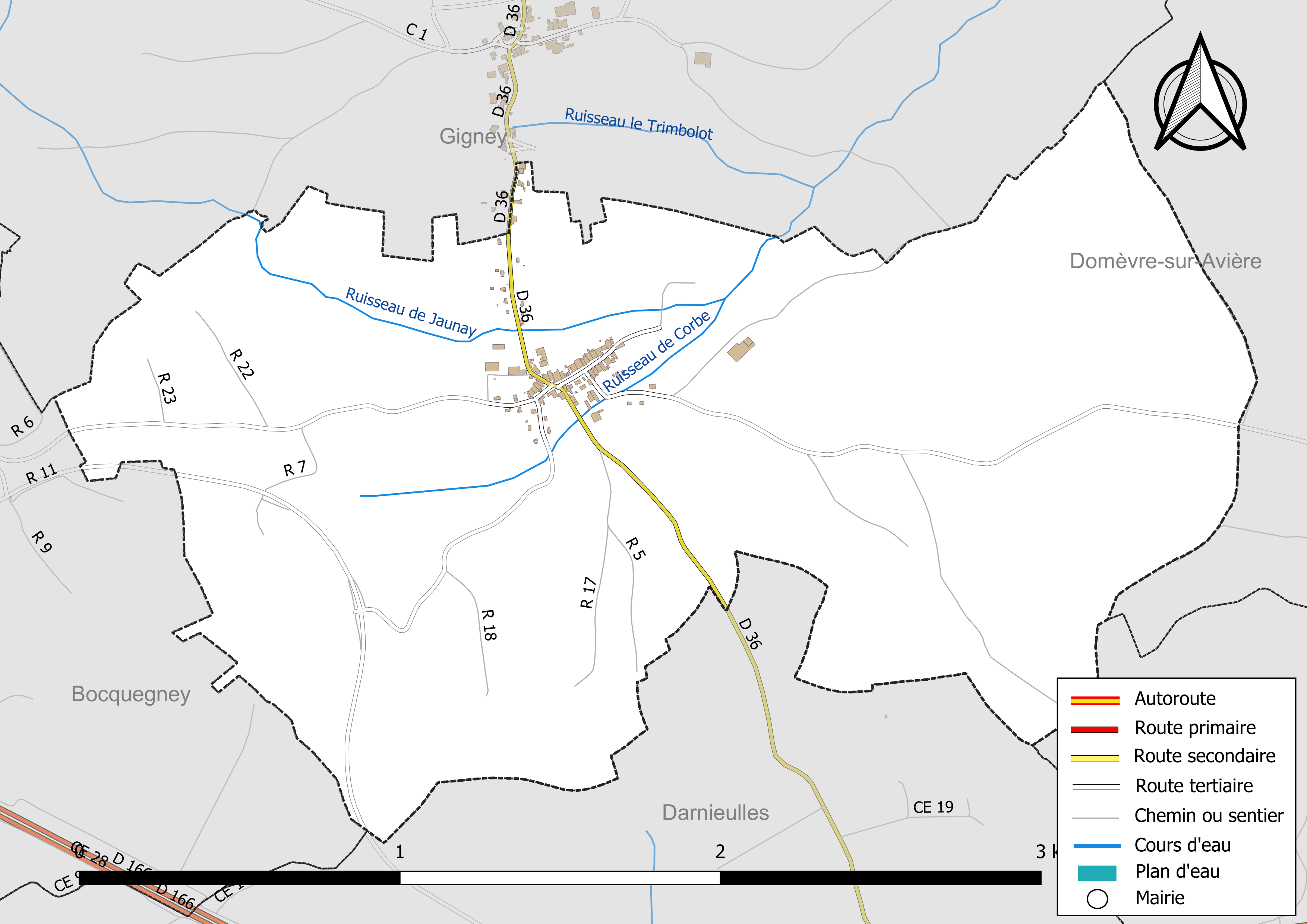
Réseaux hydrographique et routier de Fomerey.

La qualité des eaux de baignade et des cours d’eau peut être consultée sur un site dédié géré par les agences de l’eau et l’Agence française pour la biodiversité.

### Climat
Pour des articles plus généraux, voir Climat du Grand Est et Climat des Vosges.
En 2010, le climat de la commune est de type climat des marges montargnardes, selon une étude du Centre national de la recherche scientifique s'appuyant sur une série de données couvrant la période 1971-2000. En 2020, Météo-France publie une typologie des climats de la France métropolitaine dans laquelle la commune est exposée à un climat semi-continental et est dans la région climatique  Lorraine, plateau de Langres, Morvan, caractérisée par un hiver rude (1,5 °C), des vents modérés et des brouillards fréquents en automne et hiver. 
Pour la période 1971-2000, la température annuelle moyenne est de 9,6 °C, avec une amplitude thermique annuelle de 17 °C. Le cumul annuel moyen de précipitations est de 999 mm, avec 12,5 jours de précipitations en janvier et 10,3 jours en juillet. Pour la période 1991-2020, la température moyenne annuelle observée sur la station météorologique de Météo-France la plus proche, « Dommartin-aux-Bois_sapc », sur la commune de Dommartin-aux-Bois à 8 km à vol d'oiseau, est de 10,6 °C et le cumul annuel moyen de précipitations est de 908,9 mm. 
La température maximale relevée sur cette station est de 39,4 °C, atteinte le 25 juillet 2019 ; la température minimale est de −17,5 °C, atteinte le 20 décembre 2009,,. 
Les paramètres climatiques de la commune ont été estimés pour le milieu du siècle (2041-2070) selon différents scénarios d'émission de gaz à effet de serre à partir des nouvelles projections climatiques de référence DRIAS-2020. Ils sont consultables sur un site dédié publié par Météo-France en novembre 2022.

## Urbanisme

### Typologie
Au 1er janvier 2024, Fomerey est catégorisée commune rurale à habitat dispersé, selon la nouvelle grille communale de densité à sept niveaux définie par l'Insee en 2022.
Elle est située hors unité urbaine. Par ailleurs la commune fait partie de l'aire d'attraction d'Épinal, dont elle est une commune de la couronne,. Cette aire, qui regroupe 118 communes, est catégorisée dans les aires de 50 000 à moins de 200 000 habitants,.

### Occupation des sols
L'occupation des sols de la commune, telle qu'elle ressort de la base de données européenne d’occupation biophysique des sols Corine Land Cover (CLC), est marquée par l'importance des territoires agricoles (74,7 % en 2018), une proportion sensiblement équivalente à celle de 1990 (74,5 %). La répartition détaillée en 2018 est la suivante : 
terres arables (45,5 %), prairies (29,2 %), forêts (21,1 %), zones urbanisées (4,2 %). L'évolution de l’occupation des sols de la commune et de ses infrastructures peut être observée sur les différentes représentations cartographiques du territoire : la carte de Cassini (XVIIIe siècle), la carte d'état-major (1820-1866) et les cartes ou photos aériennes de l'IGN pour la période actuelle (1950 à aujourd'hui).

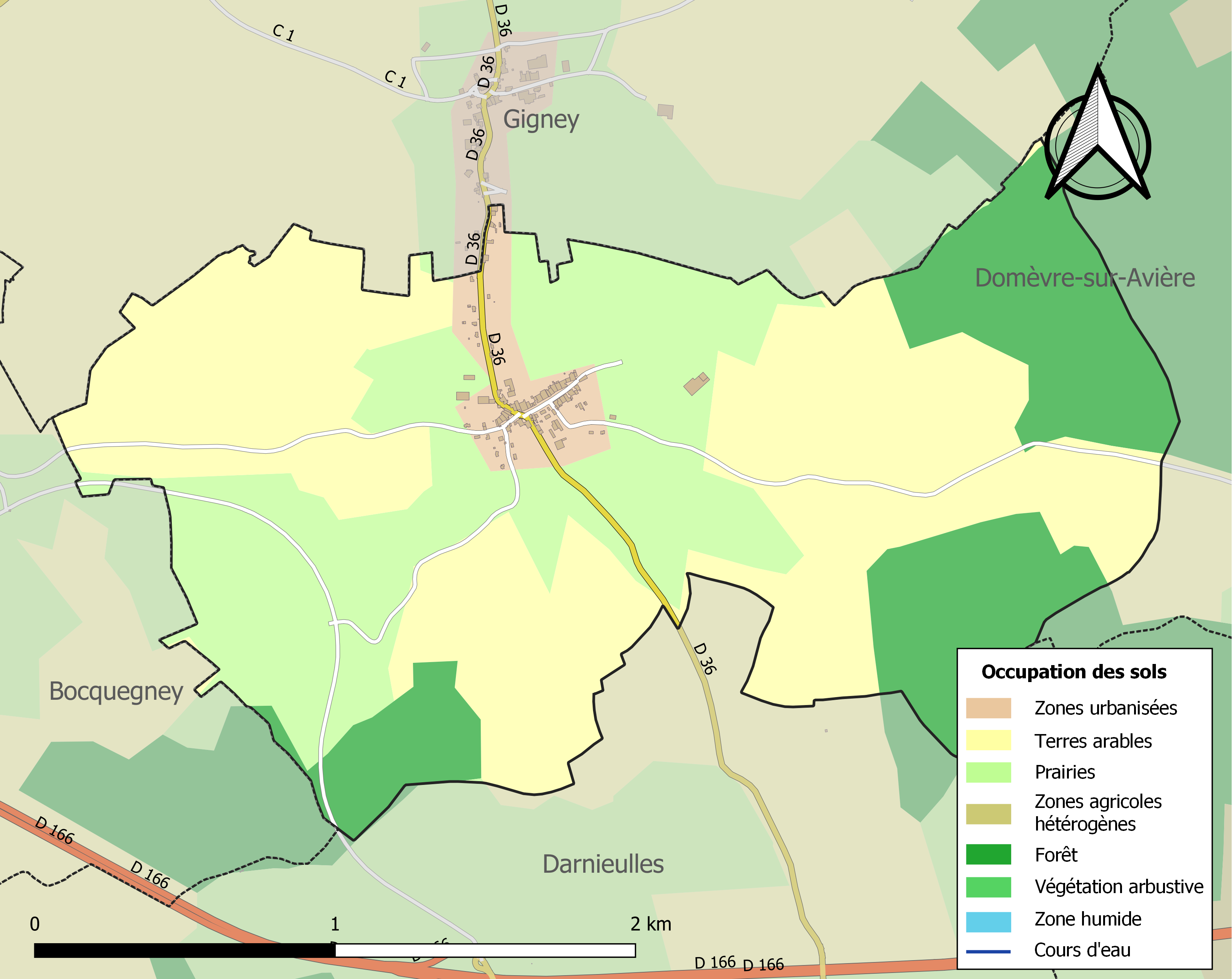
Carte des infrastructures et de l'occupation des sols de la commune en 2018 (CLC).

## Toponymie
Le nom de la localité est attesté sous les formes Folmeriacum (1147) ; Fourmerey (1381) ; Fommerey (1491) ; Fomerey (1503) ; Formerey (1504) ; Faumerey (1656) ; Fromerey (1730) ; Fomercy (an II) ; Fromecy (an x).

## Histoire
Sous l'Ancien Régime, Fomerey dépendait du ban de Bocquegney dans le bailliage de Darney.
À la Révolution, la commune est incluse dans le canton de Domèvre avant de rejoindre en 1801 celui d'Épinal.

## Politique et administration
| Période                                  | Période                       | Identité                    | Étiquette | Qualité     |
| ---------------------------------------- | ----------------------------- | --------------------------- | --------- | ----------- |
| Les données manquantes sont à compléter. |                               |                             |           |             |
|                                          | 1998                          | Simon Voiry                 |           |             |
| 1998                                     | mars 2008                     | Gérard Dugravot (1938-2008) |           | Agriculteur |
| mars 2008                                | En cours (au 18 février 2015) | François Claudon            |           |             |

### Budget et fiscalité 2022
En 2022, le budget de la commune était constitué ainsi :
- total des produits de fonctionnement : 147 000 €, soit 949 € par habitant ;
- total des charges de fonctionnement : 133 000 €, soit 860 € par habitant ;
- total des ressources d'investissement : 18 000 €, soit 118 € par habitant ;
- total des emplois d'investissement : 126 000 €, soit 814 € par habitant ;
- endettement : 3 000 €, soit 17 € par habitant.

Avec les taux de fiscalité suivants :
- taxe d'habitation : 8,56 % ;
- taxe foncière sur les propriétés bâties : 32,40 % ;
- taxe foncière sur les propriétés non bâties : 17,27 % ;
- taxe additionnelle à la taxe foncière sur les propriétés non bâties : 0,00 % ;
- cotisation foncière des entreprises : 0,00 %.

Chiffres clés Revenus et pauvreté des ménages en 2021 : médiane en 2021 du revenu disponible, par unité de consommation : 24 390 €.

## Population et société

### Démographie

#### Évolution démographique
L'évolution du nombre d'habitants est connue à travers les recensements de la population effectués dans la commune depuis 1793. Pour les communes de moins de 10 000 habitants, une enquête de recensement portant sur toute la population est réalisée tous les cinq ans, les populations de référence des années intermédiaires étant quant à elles estimées par interpolation ou extrapolation. Pour la commune, le premier recensement exhaustif entrant dans le cadre du nouveau dispositif a été réalisé en 2005.

En 2022, la commune comptait 141 habitants, en évolution de −10,76 % par rapport à 2016 (Vosges : −2,96 %, France hors Mayotte : +2,11 %).
| 1793 | 1800 | 1806 | 1821 | 1831 | 1836 | 1841 | 1846 | 1856 |
| ---- | ---- | ---- | ---- | ---- | ---- | ---- | ---- | ---- |
| 152  | 159  | 151  | 170  | 208  | 200  | 172  | 180  | 185  |

| 1861 | 1866 | 1876 | 1881 | 1886 | 1891 | 1896 | 1901 | 1906 |
| ---- | ---- | ---- | ---- | ---- | ---- | ---- | ---- | ---- |
| 188  | 185  | 211  | 198  | 175  | 165  | 161  | 146  | 142  |

| 1911 | 1921 | 1926 | 1931 | 1936 | 1946 | 1954 | 1962 | 1968 |
| ---- | ---- | ---- | ---- | ---- | ---- | ---- | ---- | ---- |
| 147  | 139  | 124  | 115  | 110  | 109  | 127  | 103  | 112  |

| 1975 | 1982 | 1990 | 1999 | 2005 | 2006 | 2010 | 2015 | 2020 |
| ---- | ---- | ---- | ---- | ---- | ---- | ---- | ---- | ---- |
| 96   | 105  | 112  | 120  | 142  | 151  | 152  | 157  | 147  |

| 2022 | - | - | - | - | - | - | - | - |
| ---- | - | - | - | - | - | - | - | - |
| 141  | - | - | - | - | - | - | - | - |

### Enseignement
Établissements d'enseignements :
- Écoles maternelles et primaires à Darnieulles, Uxegney, Hennecourt, Sanchey, Les Forges, Hennecourt, Chaumousey.
- Collèges à Thaon-les-Vosges, Golbey, Dompaire, Épinal.
- Lycées à Thaon-les-Vosges, Épinal.

### Santé
Professionnels et établissements de santé :
- Médecins à Darnieulles, Uxegney, Damas-et-Bettegney, Les Forges, Chaumousey, Girancourt, Thaon-les-Vosges.
- Pharmacies à Uxegney, Les Forges, Chaumousey, Girancourt, Thaon-les-Vosges.
- Hôpitaux à Thaon-les-Vosges, Golbey, Ville-sur-Illon.

### Cultes
- Culte catholique, Paroisse Saint-Jean-Baptiste-de-l'Avière[25], Diocèse de Saint-Dié.

## Économie

### Entreprises et commerces

#### Agriculture
- Culture de fruits à pépins et à noyau.
- Élevage de vaches laitières.
- Élevage d'autres bovins et de buffles

#### Tourisme
- Hébergements et restauration à Chaumousey, Sanchey, Dompaire, Girancourt, Agémont.

#### Commerces
- Commerces et services de proximité.

## Culture locale et patrimoine

### Lieux et monuments
La commune a la particularité de ne pas avoir d'église.
- Plaques commémorative[26] : Conflits commémorés : Guerres 1914-1918 - 1939-1945.

## Pour approfondir